# وایت اوک ایست (اوهایو)
وایت اوک ایست (به انگلیسی: White Oak East) یک منطقهٔ مسکونی در ایالات متحده آمریکا است که در شهرستان همیلتون، اوهایو واقع شده‌است. وایت اوک ایست ۲٫۱ کیلومتر مربع مساحت و ۳٬۵۰۸ نفر جمعیت دارد.